# Musée des arts décoratifs de Montréal
Le musée des arts décoratifs de Montréal, ouvert le 14 juin 1979 et fermé le 31 mars 1997, était un musée situé au Château Dufresne dans l’arrondissement Mercier–Hochelaga-Maisonneuve de Montréal. Il était dédié principalement aux arts décoratifs de la fin du XIXe siècle et du XXe siècle.

## Historique
En 1976, David M. Stewart, président de la Fondation Macdonald Stewart décide de créer le premier musée québécois dédié presque exclusivement aux arts décoratifs, à la suggestion de Luc d'Iberville-Moreau, qui devient son premier et unique directeur.
En 1978, une partie du musée est ouvert au public. Son inauguration a cependant lieu le 14 juin 1979,. Liliane Stewart devient alors la présidente du musée et Luc d’Iberville-Moreau son directeur. L’exposition inaugurale est consacrée à l’art traditionnel du Québec. Le ministère de l’Éducation du Québec a prêté à cette occasion une partie de la collection Jean-Marie Gauvreau constituée de pièces de mobiliers et d’objets des XVIIe, XVIIIe et XIXe siècles provenant de l’ancienne école du Meuble (1935-1958) et de l’école des Arts appliqués (1958-1969).

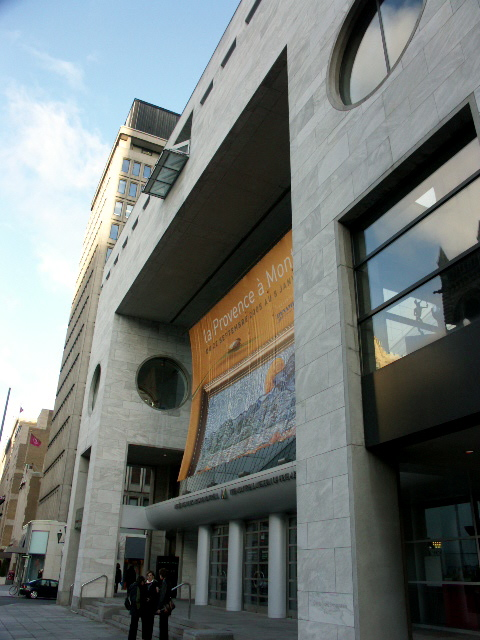
Pavillon Jean-Noël Desmarais (MBAM)

En 1994, le musée constate que le Château Dufresne ne répond plus aux exigences des œuvres d'art de la collection permanente telles que les vases en aluminium brossé d'Andrea Branzi ou le divan Tatlin en velours capitonné de Mario Cananzi et de Roberto Semprini. Ces œuvres sont soumises à une trop grande exposition au soleil et à de l'humidité qui leur sont néfastes. Le musée envisage alors de louer temporairement un espace de 10 000 p2 dans le pavillon Jean-Noël Desmarais nouvellement annexé au Musée des Beaux-arts de Montréal afin d'entreposer et d'exposer la collection. On fait appel au designer Frank Gehry pour aménager ce pavillon. Ce réaménagement coûte plus de 3 millions de dollars.
En septembre 1996, les dernières expositions ont lieu et les expositions permanentes sont réduites jusqu'en mars 1997.
Le 31 mars 1997, le musée des arts décoratifs de Montréal est annexé au musée des beaux-arts de Montréal. La collection permanente prend alors place dans des locaux situés à l'arrière du pavillon Jean-Noël Desmarais, l'actuel studio du musée des beaux-arts. Le 16 mai 1997, la collection permanente de l'ancien musée est redevenue accessible au public depuis son nouvel emplacement.
En janvier 2000, la presque totalité de la collection de l’ancien musée des arts décoratifs de Montréal fait l’objet d’un don au musée des beaux-arts de Montréal. Liliane Stewart lègue alors près de 5 000 objets de sa collection, d’une valeur de 15 millions de dollars. En 2000, la Fondation Macdonald Stewart donne également à la Société du Château Dufresne, qui gère le musée du Château Dufresne, la collection mobilière et d'objets d'arts décoratifs ayant appartenu à la famille Dufresne.

## Collections

### Collections permanentes
Le musée des arts décoratifs de Montréal comprenait les collections suivantes :
- la collection Sauriol-Dufresne : cette collection comprend le mobilier d’origine du Château Dufresne, la collection de porcelaine, la collection d’argenterie, des tableaux et des sculptures ;
- la collection Paul Gouin : incluait notamment des sculptures religieuses des XVIIIe et XIXe siècles ;
- la collection Hébert : se composait d’œuvres de Louis-Philippe Hébert, d’Henri Hébert et d’Adrien Hébert ;
- la collection Design de 1940 à 1997[note 3] (ou collection « Liliane Stewart ») : cette collection présentait des « prototypes montrant l’évolution du design après la Seconde Guerre mondiale » [9],[note 4] ;
- une collection de livres sur l’architecture et les arts décoratifs des XVIIIe, XIXe et XXe siècles[4],[note 5]. Elle renfermait également des livres sur Marius Dufresne, Henri Hébert ou l’architecte Roland Dumais.

### Collections temporaires
Voici une liste non exhaustive des expositions qui ont eu lieu au musée des arts décoratifs de Montréal :
| Année | Exposition                                                                                               | Période d'exposition                                              | Description/Prêteur |
| ----- | --- | ----------------------------------------------------------------- | --- |
| 1996  | Les toits de Paris à Montréal                                                                            | 1996                                                              | |
| 1995  | Douce Lumière                                                                                            | 18 mai au 17 septembre 1995                                       | « Installation de luminaires conçus par le célèbre sculpteur et designer américain d'origine japonaise Isamu Nagachi (1904-1988). » |
| 1994  | Le Château Dufresne : histoire d'une maison                                                              | 7 octobre à novembre 1994                                         | |
| 1993  | Design 1935-1965: ce gui fut moderne                                                                     | 15 octobre 1993 au 30 janvier 1994                                | |
| 1993  | Lignes brisées: une rétrospective Emmy van Leersum (1930-1984)                                           | 8 octobre au 12 décembre 1993                                     | |
| 1993  | Un point de vue sur le design                                                                            | 18 juin au 19 septembre 1993                                      | |
| 1993  | Vues de nuit: un panorama de la photographie de nuit au xxe siècle                                       | 19 avril au 6 juin 1993                                           | « Choisie parmi l'importante collection de photographie Hallmark, l'exposition «Vues de nuit» offre près d'une centaine d'images représentatives de la photographie de nuit au xxe siècle. »                                                                                           |
| 1993  | Rétrospective Armin Hofmann                                                                              | 21 janvier au 21 mars 1993                                        | « Affiches réalisées par ce graphiste suisse de renommée internationale. » |
| 1992  | Omar Ramsden, orfèvre: une sélection de la collection de David et Vivianne Campbell                      | 7 septembre au 1er novembre 1992                                  | |
| 1992  | Frank Gehry: mobilier innovateur en bois courbé                                                          | Du 15 juin au 15 août 1992 et du 11 septembre au 15 novembre 1992 | « Cette exposition est consacrée aux prototypes et au nouveau mobilier créés par l'architecte d'origine canadienne pour le Groupe Knoll. » |
| 1992  | Coup d'œil sur le design de Frank Lloyd Wrigbt                                                           | 20 mars au 31 mai 1992                                            | « Meubles et éléments décoratifs provenant de la Collection Domino's Pizza. » |
| 1992  | La collection de verre canadien du musée                                                                 | 19 mars au 17 mai 1992                                            | |
| 1992  | Le monde de Babar: dessins et aquarelles                                                                 | 24 janvier au 8 mars 1992                                         | |
| 1991  | Collection permanente. Nouvelles acquisitions                                                            | 1er novembre 1991 au 13 janvier 1992                              | |
| 1991  | David Palterer                                                                                           | 1er novembre 1991 au 12 janvier 1992                              | « Créations récentes en verre et de mobilier dans le style Nuovo Design Italiano par l'architecte italien né en 1949- Organisée par le Musée des Arts décoratifs de Montréal en collaboration avec la Galleria Colombari di Paola e Rossella Colombari de Milan. »                     |
| 1991  | Swatch - La collection 1983-1991                                                                         | 13 septembre au 27 octobre 1991                                   | « Une sélection de modèles de montres Swatch produits depuis 1923 à ce jour forment l'exposition itinérante. En collaboration avec le Consulat général de Suisse et à l'occasion du 700e anniversaire de la Suisse. »                                                                  |
| 1991  | Oiva. Toikka, créations en verre                                                                         | 7 juin au 1er septembre 1991                                      | « Exposition rétrospective de l'artiste finlandais Oiva Toikka. Organisée par le Finnish Gloss Museum de Riihimaki. » |
| 1991  | Andrea Branzi                                                                                            | 26 mars au 26 mai 1991                                            | « Objets et projets d'architecture et d'urbanisme conçus au cours des vingt dernières années par l'architecte designer milanais dans l'esprit du Nouveau Design italien. » |
| 1990  | Lois Etberington Betteridge, orfèvre                                                                     | 13 septembre au 11 novembre 1990                                  | Exposition présentée par la Art Gallery of Hamilton. |
| 1990  | La narration dans la tapisserie                                                                          | 13 septembre au 11 novembre 1990                                  | |
| 1990  | Meubles et accessoires de bureau                                                                         | 14 juin au 2 septembre 1990                                       | |
| 1990  | Vitra Design                                                                                             | 14 juin au 2 septembre 1990                                       | |
| 1990  | Emilio Ambasz, architecte                                                                                | 21 septembre 1989 au 6 janvier 1990                               | |
| 1990  | Bijoux contemporains de la République fédérale d'Allemagne                                               | 25 janvier au 18 mars 1990                                        | « Tous les bijoux exposés sont des pièces uniques, créées dans les années quatre-vingt par vingt cinq artistes-joailliers de haut niveau travaillant en RFA. » |
| 1989  | Déclaration des droits de l'Homme et du Citoyen                                                          | (?) au 3 septembre 1989                                           | « Une soixantaine de graphistes/affichistes de renommée internationale, représentant 18 pays, ont été invités à réaliser une œuvre originale inspirée des déclarations de 1789 et 1793 ».                                                                                              |
| 1989  | École du Meuble (1930-1950)                                                                              | 23 février au 7 mai 1989                                          | « Cette exposition permet de tracer un profil d'éminents professeurs qui ont exercé une influence prépondérante sur leur époque. Les œuvres réunies illustrent les différentes disciplines enseignées, soit l'ébénisterie, la céramique, la sculpture sur bois et les arts textiles. » |
| 1988  | Cecil Beaton                                                                                             | 10 novembre 1988 au 15 janvier 1989                               | Rétrospective du célèbre photographe britannique, Cecil Beaton, 1904-1980. |
| 1988  | L'art de l'emballage japonais                                                                            | 15 septembre au 30 octobre 1988                                   | |
| 1988  | Les intégrations murales de Claude Vermette                                                              | 9 juin au 4 septembre 1988                                        | |
| 1988  | Acquisitions récentes: La Donation Louise D'Amours au-delà de l'objet                                    | 9 juin au 4 septembre 1988                                        | |
| 1988  | Photographie d'architecture de McKim Mead & White                                                        | 14 avril au 29 mai 1988                                           | |
| 1988  | Ettore Sottsass: Meubles pour le rituel de la vie                                                        | (?) au 3 avril 1988                                               | |
| 1987  | Matteo Thun                                                                                              | 8 octobre 1987 au 10 janvier 1988                                 | |
| 1987  | Sélection de la collection de Liliane et David M. Stewart                                                | (?) au 27 septembre 1987                                          | |
| 1987  | 150 ans de luminaires                                                                                    | 16 avril au 5 juillet 1987                                        | |
| 1986  | Le vitrail, technique originale de Nicolas Sollogoub                                                     | 4 décembre 1986 au 22 mars 1987                                   | |
| 1986  | L’esprit moderne – verre de Finlande                                                                     | 4 décembre 1986 au 1er mars 1987                                  | Museum of Applied Art, Helsinki |
| 1986  | Textiles d’espace – quatre artistes finlandaises                                                         | 4 décembre 1986 au 25 janvier 1987                                | Museum of Applied Art, Helsinki |
| 1986  | Importantes acquisitions depuis 1980                                                                     | 4 décembre 1986 au 11 janvier 1987                                | |
| 1986  | Textiles des années 80                                                                                   | 2 octobre au 23 novembre 1986                                     | Museum of Art, Rhode Island School of Design, Providence |
| 1986  | Dale Chihuly : 10 ans de création de verre                                                               | 2 juillet au 24 août 1986                                         | Bellevue Art Museum, Bellevue, WA, ET Art Museum Association, San Francisco, CA |
| 1986  | Virtu 85                                                                                                 | 8 mai au 7 septembre 1986                                         | Form & Function, Toronto |
| 1986  | Le papier sous toutes ses formes                                                                         | 24 avril au 1er juin 1986                                         | Art Museum Association, San Francisco, CA |
| 1986  | Mobilier innovateur en Colorcore                                                                         | 6 mars au 20 avril 1986                                           | Smithsonian Institution Traveling Exhibition Service, Washington D.C. |
| 1986  | Eva Zeisel : designer pour l’industrie                                                                   | 6 février au 6 avril 1986                                         | |
| 1985  | Alvar Aalto : meubles et objets en verre                                                                 | 14 novembre 1985 au 19 janvier 1986                               | |
| 1985  | Picasso intime photographié par André Villers                                                            | 17 septembre au 3 novembre 1985                                   | |
| 1985  | Arthur Charles Erickson, architecte                                                                      | 20 juin au 1er septembre 1985                                     | Center for Inter-American Relations, New York |
| 1985  | « A Better Home for a Happier People » : Meubles et accessoires pour la maison nord-américaine 1930-1960 | 9 mai au 16 juin 1985                                             | |
| 1985  | Textiles de la Collection Liliane et David M. Stewart                                                    | 21 février au 28 avril 1985                                       | |
| 1985  | Tissus-Mode                                                                                              | 21 février au 28 avril 1985                                       | |
| 1985  | Expériences sur métier Jacquard                                                                          | 21 février au 21 avril 1985                                       | Museum of Art ET Rhode Island School of Design, Providence |
| 1984  | Horst, photographe                                                                                       | 15 novembre 1984 au 3 février 1985                                | International Center of Photography, New York |
| 1984  | Bijoux contemporains de la Collection Helen Williams Drutt                                               | 11 octobre 1984 au 3 février 1985                                 | |
| 1984  | La Collection Liliane et David M. Stewart. Design international depuis 1940                              | 7 juin au 30 septembre 1984                                       | |
| 1984  | Gaetano Pesce : architecture et design                                                                   | 6 avril au 27 mai 1984                                            | |
| 1984  | Edward Colonna et l’Art Nouveau                                                                          | 20 janvier au 25 mars 1984                                        | Dayton Art Institute, Dayton, Ohio |
| 1983  | La tradition artisanale : art populaire mexicain d’aujourd’hui                                           | 11 novembre 1983 au 8 janvier 1984                                | |
| 1983  | Parures nouvelle vague : créations de joailliers britanniques                                            | 15 septembre au 26 octobre 1983                                   | Crafts Council of England and Wales, Londres ET American Craft Museum, New York |
| 1983  | Verrerie moderne de Suède                                                                                | 28 juin au 4 septembre 1983                                       | Swedish Societyu of Crafts and Design, Stockholm |
| 1983  | Frank Lloyd Wright                                                                                       | 7 avril au 12 juin 1983                                           | Metropolitan Museum of Art, New York |
| 1983  | L’architecture de Sir Edwin Landseer Lutyens                                                             | 3 février au 13 mars 1983                                         | Museum of Modern Art, New York |
| 1982  | Art inuit                                                                                                | 18 novembre 1982 au 23 janvier 1983                               | |
| 1982  | Marcel Breuer : meubles et décoration intérieure                                                         | 16 septembre au 31 octobre 1982                                   | Museum of Modern Art, New York |
| 1982  | Jack Lenor Larsen : 30 ans de création textile                                                           | 10 juin au 22 août 1982                                           | Jack Lenor Larsen, Inc., New York |
| 1982  | Verre de Venini                                                                                          | 8 avril au 25 mai 1982                                            | Smithsonian Institution Traveling Exhibition Service, Washington D.C. |
| 1981  | La panoplie du fumeur                                                                                    | 12 novembre 1981 au 14 mars 1982                                  | |
| 1981  | Connaître Montréal par ses quartiers : Saint-Henri des Tanneries                                         | 17 septembre au 1er novembre 1981                                 | Young Men’s Christian Association, Montréal |
| 1981  | Meubles innovateurs en Amérique                                                                          | 30 mai au 19 juillet 1981                                         | Smithsonian Institution Traveling Exhibition Service, Washington D.C. |
| 1981  | Porcelaine de Sèvres                                                                                     | 19 mars au 3 mai 1981                                             | Smithsonian Institution Traveling Exhibition Service, Washington D.C. |
| 1980  | Sucre d’Art                                                                                              | 30 octobre 1980 au 29 janvier 1981                                | |
| 1980  | Hommage aux Floralies Internationales                                                                    | Juin à septembre 1980                                             | |
| 1979  | Exposition inaugurale - Collection Jean-Marie Gauvreau                                                   | 14 juin 1979 au (?)                                               | Ministère de l’Éducation |